# Bimestre
Bimestre é uma unidade de tempo que corresponde a um período de 2 meses, independente da quantidade de dias. Cada ano possui 6 bimestres. Sua etimologia é composta pelo prefixo bi que significa dois.
Este período de tempo é usado para contabilizar um período do ano letivo e serve de intervalo de publicações que não tenham possibilidade de serem feitas num período semanal, quinzenal ou mensal, como são mais comuns.
Em um ano tem-se:
- 1º bimestre: de janeiro a fevereiro
- 2º bimestre: de março a abril
- 3º bimestre: de maio a junho
- 4º bimestre: de julho a agosto
- 5º bimestre: de setembro a outubro
- 6º bimestre: de novembro a dezembro

## Bimestre escolar ou letivo
Em muitas escolas, divide-se o ano escolar em dois "semestres" (que correspondem a quatro meses), normalmente de fevereiro a junho e de agosto a novembro, e cada "semestre" é divido em dois bimestres, no qual se considera bimestre escolar ou letivo, quando no final são realizados os testes (provas) mais importantes.